# Lac Long (Nouveau-Brunswick)
Pour les articles homonymes, voir Lac Long.
Le lac Long est un lac situé dans le comté de Victoria, au nord-ouest du Nouveau-Brunswick (Canada). Il est situé dans les Appalaches. Il est situé à environ 380 mètres d'altitude et a une superficie d'environ 10 kilomètres carrés. Son émissaire est la rivière Don, qui se jette dans la rivière Dee.